# جديسلاف بيرنبوم
جديسلاف بيرنبوم (بالبولندية: Zdzisław Birnbaum)‏ هو موزع بولندي، ولد في 28 فبراير 1878 في وارسو في بولندا، وتوفي في 27 سبتمبر 1921 في برلين في ألمانيا بسبب غرق.